# 2000年夏季奥林匹克运动会游泳比赛—男子100米蝶泳
2000年夏季奥林匹克运动会男子100米蝶泳比赛的决赛于2000年9月21日在澳大利亚悉尼举行。最终，瑞典游泳运动员拉尔斯·弗勒兰德获得了此项比赛的冠军。

## 成绩
| 名次 | 运动员                  | 成绩  |
| ---- | ----------------------- | ----- |
|      | 拉尔斯·弗勒兰德（瑞典） | 52.00 |
|      | 迈克尔·克利姆（）       | 52.18 |
|      | 吉奥夫·休吉尔（）       | 52.22 |